# Naqura
Naqura (arabisch الناقورة an-Nāqūra) ist ein Dorf im südlichen Libanon mit ca. 4500 Einwohnern. Es liegt am Mittelmeer, an der Grenze zu Israel.
Flächenmäßig jedoch ist es sogar größer als die nahegelegene Stadt Tyros.
Die UNIFIL hat hier seit dem 23. März 1978 ihr Hauptquartier.
Im März 1978 war auch Naqura sieben Tage von der israelischen Armee besetzt.  Israel war im Rahmen der Operation Litani in den südlichen Libanon eingedrungen. Es wurde nach israelischen Angaben das Ziel verfolgt, die PLO zu bekämpfen. Schätzungen der Verluste auf der libanesischen Seite reichen von 300 bis 2.000 Gefallenen.
1982 drang Israel in den Libanon ein und besetzte den gesamten Süden des Landes bis einschließlich Teile der Hauptstadt Beirut.
Zwischen 1985 und 2000 blieb der Süden Libanons von Israel und der mit Israel verbündeten Südlibanesischen Armee besetzt.